# Darwha
Darwha è una città dell'India di 23.360 abitanti, situata nel distretto di Yavatmal, nello stato federato del Maharashtra. In base al numero di abitanti la città rientra nella classe III (da 20.000 a 49.999 persone).

## Geografia fisica
La città è situata a 20° 19' 0 N e 77° 46' 0 E e ha un'altitudine di 354 m s.l.m..

## Società

### Evoluzione demografica
Al censimento del 2001 la popolazione di Darwha assommava a 23.360 persone, delle quali 12.114 maschi e 11.246 femmine. I bambini di età inferiore o uguale ai sei anni assommavano a 3.022, dei quali 1.567 maschi e 1.455 femmine. Infine, coloro che erano in grado di saper almeno leggere e scrivere erano 18.601, dei quali 10.101 maschi e 8.500 femmine.